# Skeptical Science
Skeptical Science (czasami skracane jako SkS) jest naukowym blogiem i źródłem informacji związanych z klimatologią utworzonym w 2007 r. przez australijskiego bloggera i autora Johna Cooka. Oprócz artykułów związanych z bieżącymi wydarzeniami dotyczącymi klimatologii oraz ekonomicznych aspektów związanych z globalnym ociepleniem strona zawiera dużą liczbę analiz argumentów wysuwanych przez tych, którzy związani są z podnoszeniem kontrowersji wokół zmian klimatycznych oraz stoją w opozycji do stanowiska nauki względem globalnego ocieplenia.

## Koncepcja serwisu

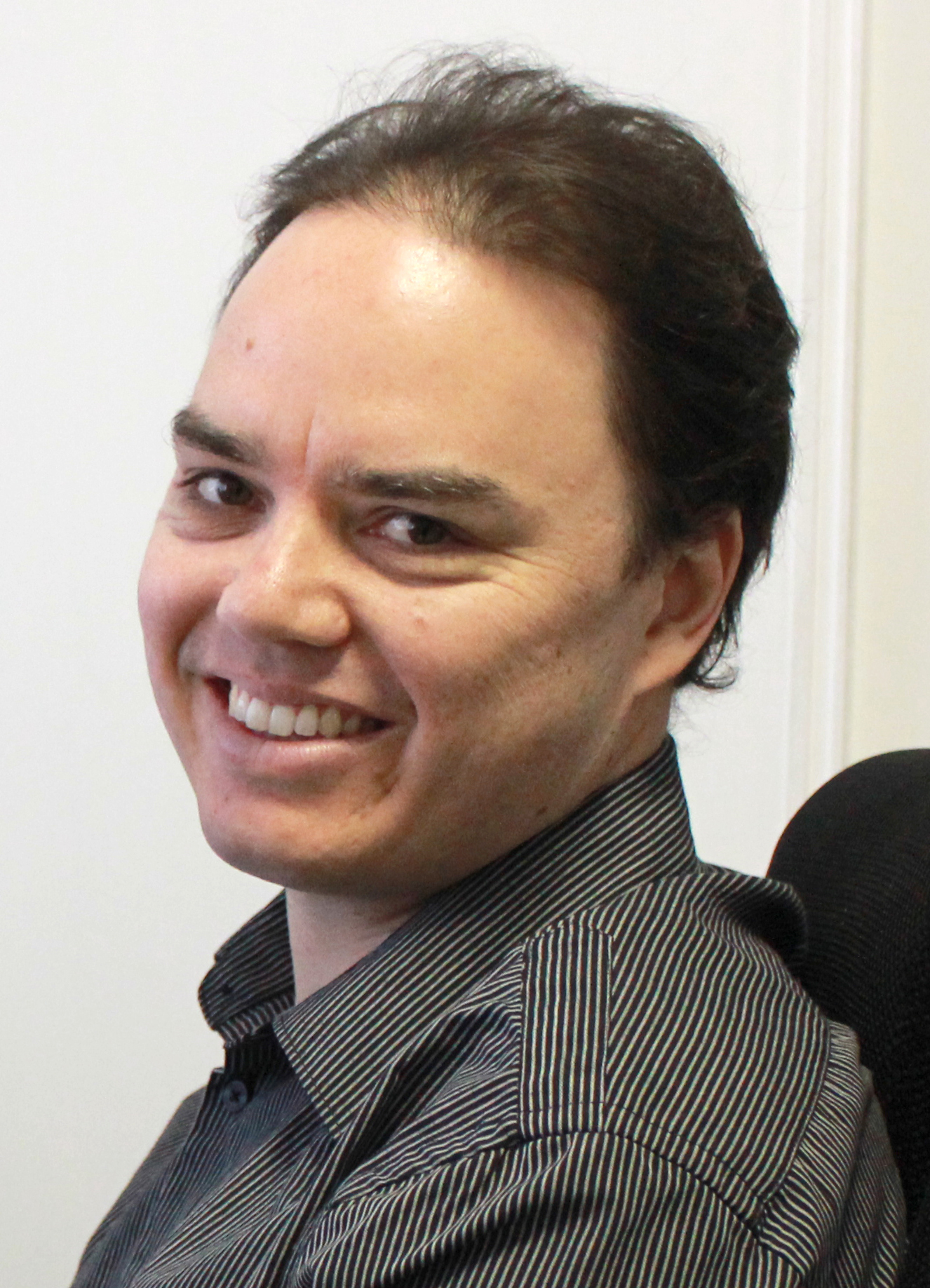
John Cook w 2011 r.

John Cook utworzył Skeptical Science po tym jak przeczytał w 2007 r. przemówienie amerykańskiego senatora Jamesa Inhofe’a, w którym Inhofe stwierdził, że globalne ocieplenie to oszustwo. SkS w zamierzeniu ma być internetowym źródłem informacji, gdzie czytelnik może poznać naukowe odniesienie się do najbardziej powszechnych argumentów wytaczanych przeciwko ugruntowanej naukowej opinii w stosunku do globalnego ocieplenia. Strona zawiera obecnie ponad 160 artykułów, które odnoszą się do powszechnych argumentów krytykujących konsensus w sprawie globalnego ocieplenia. Wśród najbardziej znanych to: teza, jakoby za ocieplenie w XX i XXI wieku odpowiadało głównie Słońce lub że przyczyny globalnego ocieplenia są naturalne, lub że globalne ocieplenie nie będzie miało negatywnych skutków dla ludzkości. Każdy artykuł najpierw prezentuje cytat z wypowiedzi znanej osobistości, w którym formułowane jest jakieś stwierdzenie (w SkS określany jako „mit klimatyczny”), a następnie podawane jest krótkie podsumowanie zatytułowane: „co na ten temat mówi nauka”. Następnie są przedstawiane wyjaśnienia, przy czym dla części artykułów można wybrać poziom skomplikowania wyjaśnienia odnoszący się do trudności technicznej wyjaśnienia: podstawowy, średnio zaawansowany, zaawansowany.
Wyjaśnienia błędności mitów są zwykle formułowane poprzez podawanie kontrprzykładów, które pokazują, dlaczego mit jest błędny. Kontrprzykłady są oparte na artykułach naukowych z recenzowanych czasopism naukowych. Wiele artykułów zostało przetłumaczonych na różne języki (w tym na język polski). Serwis nie reklamuje się aktywnie w mediach, a John Cook skoncentrował się na takiej strukturze serwisu, która jest optymalna pod kątem wyszukiwarek internetowych.
Strona domowa serwisu zawiera także artykuły prezentowane jako blog. Autorami wpisów na blogu są osoby piszące w serwisie na stałe oraz gościnnie. Artykuły zamieszczane na blogu mogą być nowymi wyjaśnieniami mitów lub opiniami autorów na jakichś informacji związanych z klimatologią.

## Projekty
Poza zamieszczaniem na blogu wpisów, serwis publikuje też inne materiały, które stanowią głębszą analizę poszczególnych tematów. Są to te tematy, które spotkały się ze szczególnym zainteresowaniem. Wśród nich są „mity klimatyczne” formułowane przez amerykańskich polityków, weryfikacja przewidywań zmian klimatycznych formułowanych przez naukowców zajmujących się globalnym ociepleniem, jak i tych osób, które krytykują dowody wspierające antropogeniczne globalne ocieplenie (jak Richard Lindzen, John Christy, and Christopher Monckton).
W 2010 r. został opublikowany szczegółowy raport zatytułowany The Scientific Guide to Global Warming Skepticism. Raport został udostępniony do ściągnięcia z serwisu. Raport został napisany przez Johna Cooka i współautorów z serwisu. Jest podsumowaniem wielu z mitów klimatycznych wyjaśnionych na stronie wraz ze wskazaniem błędów logicznych występujących w krytyce teorii globalnego ocieplenia. Opracowanie zostało przetłumaczone na język polski.
W 2011 r. została wydana przez Earthscan książka Climate Change Denial: Heads in the Sand autorstwa Johna Cooka i Haydn Washigton. Książka analizuje sposób w jaki manifestuje się denializm globalnego ocieplenia w działaniach rządów i opinii publicznej.
W 2013 r. Cook wraz ze współautorami opublikował artykuł naukowy w Environmental Research Letters (ERL) weryfikujący naukowy konsensus w sprawie globalnego ocieplenia. Praca opiera się na artykułach naukowych opublikowanych w recenzowanych czasopismach w latach 1991–2011. Artykuł był najczęściej pobieraną pracą spośród wszystkich opublikowanych artykułów oraz był szeroko cytowany w setkach artykułów w prasie, czasopismach, blogach i publikacjach naukowych na całym świecie. Został sklasyfikowany jako 11-ty najbardziej dyskutowany artykuł naukowy 2013 roku. Artykuł otrzymał nagrodę ' Najlepszy artykuł 2013' przyznawaną przez redakcję ERL.
W maju 2013r Skeptical Science doczekał się siostrzanego serwisu The Consensus Project. Celem serwisu jest uświadamianie opinii publicznej potwierdzonego konsensusu naukowego w kwestii globalnego ocieplenia, które przez niektórych bywa mylnie postrzegane jako kwestia wciąż niepewna i dyskutowana w środowisku naukowym. Luka pomiędzy faktycznym stanem nauki a postrzeganiem tego przez społeczeństwo nazywana jest Luką Konsensusu (‘Consensus Gap’). Luka ta jest także określana jako w języku angielskim jako Gateway Belief Model i dotyczy także innych odkryć naukowych.
W listopadzie 2013 r. Skeptical Science uruchomił element na stronie w formie widżetu, który w sposób wizualny przedstawia ilość nadmiarowego ciepła, które gromadzone jest przez ziemski system klimatyczny. Widżet może być wykorzystywany także na innych stronach.
W 2015 r. zespół Skeptical Science uruchomił kurs online na platformie EdX zatytułowany „Making Sense of Climate Science Denial”

## Przyjęcie przez społeczność i motywacja
Skeptical Science stał się dobrze znanym źródłem informacji dla osób chcących zrozumieć lub dyskutować na temat globalnego ocieplenia. Serwis jest chwalony za bezpośredni przekaz. Biolog morski Ove Hoegh-Guldberg scharakteryzował serwis jako „wiodący serwis zajmujący się tematyką zmian klimatu na świecie”. The Washington Post z kolei chwalił SkS jako „wiodący i najbardziej szczegółowy” serwis, który odnosi się do argumentów sceptyków globalnego ocieplenia. We wrześniu 2011 r. serwis otrzymał nagrodę Eureka Prize od Muzeum Australii w kategorii 'Advancement of Climate Change Knowledge’ (Postęp w Wiedzy o Zmianie Klimatu).
Cook jest z wykształcenia heliofizykiem, a jego motywacją są wierzenia chrześcijańskie. Jest jednym z wielu Chrześcijan, który publicznie mówi o naukowych odkryciach dotyczących antropogenicznego globalnego ocieplenia. Cook jest Ewangelikiem.

## Finansowanie
Skeptical Science nie jest związany z żadną organizacją polityczną, biznesowa lub charytatywną. Serwis nie posiada bannerów reklamowych i jest finansowany w całości przez Cooka i wpłaty czytelników. Autorzy serwisu, zarówno regularni, jak i goście, są wolontariuszami.